# Campoplex lugubrinus
Campoplex lugubrinus là một loài tò vò trong họ Ichneumonidae.